# Іспансько-португальська війна (1776—1777)
Іспансько-португальська війна — збройний конфлікт, що відбувся у 1776—1777 роках між Іспанією та Португалією за кордон між їхніми колоніями (португальською Бразилією та іспанським Уругваєм) в Південній Америці.

## Передумови

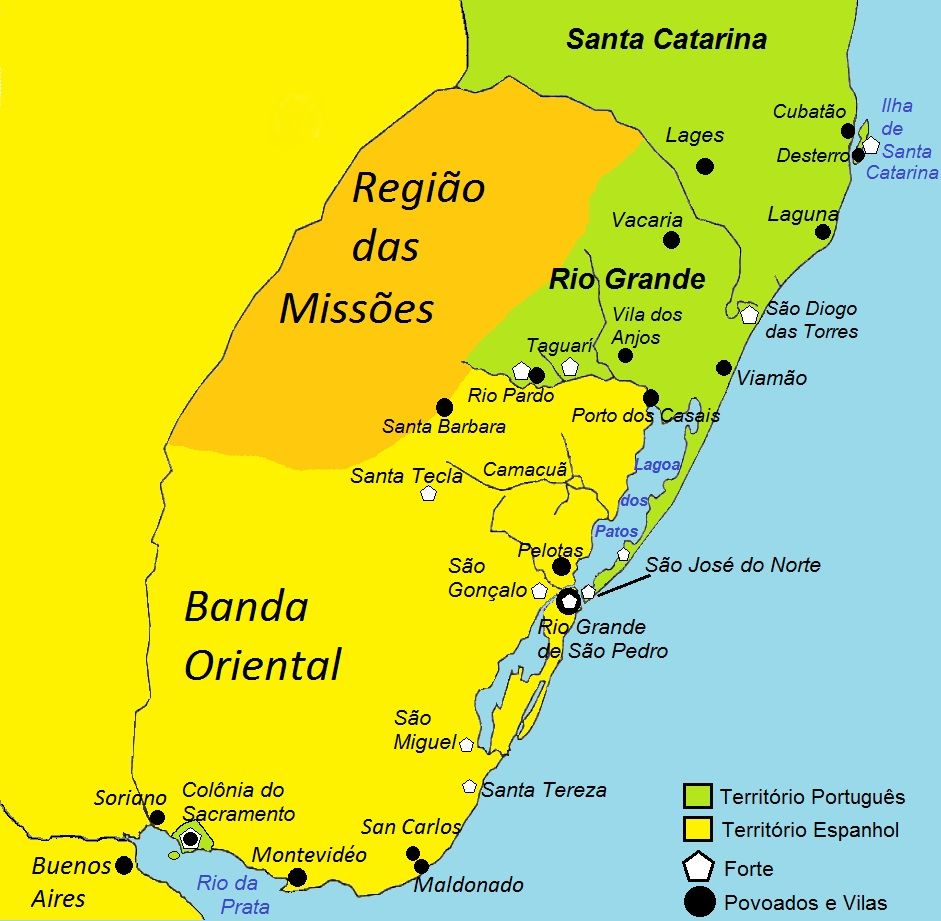
Уругвай станом на 1775 рік. Зеленим позначено володіння Португалії, жовтим — Іспанії

1750 року Іспанія та Португалія підписали Мадридський договір, яким встановили межі своїх володінь в Південній Америці. Відповідно до документа, південна частина Східної смуги (територія між річкою Уругвай та Атлантичним океаном) закріплювалась за Іспанією, а північна («Сім східних місій») — за Португалією.
За результатами іспансько-португальської війни 1761—1763 років та Паризького мирного договору Іспанія отримала Сан-Мігель-дас-Місойнс, Санта-Тереза та Ріу-Гранді.
З 1767 року Португалія готувалася до війни, щоб повернути втрачені території. До 1776 року їм вдалося накопичити 6-тисячне військо, тоді як іспанці мали в регіоні тільки 1450 солдатів.

## Бойові дії

### Португальська атака
У лютому 1776 року португальський флот на чолі з Жорже Гардкаслом та Робертом МакДуалом висадили десант біля фортеці Ріу-Гранді та почали її обстрілювати. Іспанський флот Франсіско Хав'єра Моралеса відтіснив португальців після 3-годинної битви, в якій португальці втратили 2 кораблі, а іспанці — 16 солдатів убитими та 24 пораненими.
При цьому португальські сухопутні сили змогли досить глибоко просунутися, тож іспанському командувачеві Хуанові Хосе де Вертіс-і-Сальседо довелося відступити від усього регіону.

### Іспанська відповідь
Давній союзник Португалії — Велика Британія — була обтяжена війною за незалежність США, тож в Іспанії не було побоювань щодо вступу Британії у війну.
Реакція короля Іспанії Карла III була миттєвою. Він створив у регіоні віцекоролівство Ріо-де-ла-Плата, відокремивши його від Перу. Його віцекоролем було призначено генерала Педро де Себальйоса, який проявив себе під час попередньої війни з Португалією 1761—1763 років.
Тоді Себальйос перебував в Іспанії. Він організував флот у складі 6 кораблів, на яких було близько 9000 солдатів:
- «Poderoso», 70 гармат;
- «Santiago la América», 64;
- «San Dámaso», 70;
- «Septentrión», 70;
- «Monarca», 70;
- «San José», 70.

Окрім того, до флоту ввійшли 6 фрегатів, кілька менших кораблів та сотні транспортних суден. Командувачами флоту були Франсіско Хав'єр Еверардо Тіллі і Гарсіа де Паредес.
Флот покинув порт Кадіс 20 листопада 1776 року. До Південної Америки він прибув 18 лютого 1777 року.
Прибувши, іспанці вступили в бій із флотом Роберта МакДуала, який був набагато меншим і зумів утекти.
23 лютого іспанський флот висадився на острів Санта-Катаріна та взяв його без жодного пострілу, змусивши португальський гарнізон втекти. 20 березня флот Севальйоса рушив на Ріу-Гранді, але шторм завадив йому, тож кораблі повернулися до Монтевідео. Згодом Севальйос розділив сили та відплив з усією артилерією до Колонія-дель-Сакраменто. Фортецю було взято в облогу 23 травня, а 3 червня португальський гарнізон капітулював. Решта флоту була відправлена в бій із флотом МакДуала. Під час морського бою британець на португальській службі Артур Філіп захопив іспанський корабель «San Agustín» та перейменував його на «Santo Agostinho». Згодом Севальйос вирушив на фортецю Ріу-Гранді, проте дорогою отримав наказ зупинитися, оскільки були розпочаті мирні переговори.

## Мир
24 лютого 1777 року помер король Португалії Жозе I. На престол зійшла його дочка Марія I. Вона відправила у відставку державного секретаря внутрішніх справ Себаштіана де Карвалю та розпочала мирні переговори. 1 жовтня в Сан-Ільдефонсо було укладено мирний договір. Відповідно до договору, острів Санта-Катарина та фортеця Ріу-Гранді залишалися за португальською Бразилією, тоді як Колонія-дель-Сакраменто разом з усією територією Східної смуги та сімома східними місіями залишалися за Іспанією.

## Наслідки
Одним із наслідків війни стало те, що Португалія залишилася нейтральною під час війни за незалежність США, коли до неї на боці американців вступили Франція та Іспанія. Португалія не вступила у конфлікт на боці Великої Британії, які мали союзний договір, оскільки була розчарована у невтручанні останньої до війни з Іспанією. Натомість 1781 року Португалія приєдналася до Першої ліги збройного нейтралітету.